# 加比特·穆斯列波夫
加比特·马赫穆托维奇·穆斯列波夫，（俄语：Габи́т Махму́тович Мусре́пов，1902年3月22日—1985年12月31日），哈萨克族，苏联文学家、党和国家领导人，哈萨克苏维埃社会主义共和国科学院院士。曾任哈萨克苏维埃社会主义共和国作家联盟主席，苏联作家联盟书记，哈萨克苏维埃社会主义共和国最高苏维埃主席等职务。

## 生平
- 1902年3月9日（格里历：3月22日）出生于沙俄阿克莫林斯克州彼得罗巴甫洛夫斯克区扎那若尔村的一个农民家庭，属中玉兹克烈部。幼年接受伊斯兰教经堂教育，跟随毛拉学习阿拉伯语。
- 1916年-1921年，当地俄文学校学习。
- 1921年-1923年，奥伦堡工人学院学习。
- 1923年-1927年，鄂木斯克工人学院学习。1926年加入联共（布）。
- 1927年-1928年，布拉拜林业技术学院教师。
- 1928年-1932年，哈萨克国家出版社编辑。
- 1933年-1934年，哈萨克自治苏维埃社会主义共和国人民教育委员会美术科科长。
- 1934年-1937年，《哈萨克文学报》和《哈萨克社会主义报》（1935年起）主编。期间，1936年，联共（布）哈萨克党委新闻部副部长。
- 1937年，哈共（布）中央宣教部部长。
- 1938年-1955年，从事文学创作。
- 1956年-1962年，哈萨克苏维埃社会主义共和国作家协会主席。期间，1956年-1957年，《Ara-Shmel》杂志主编。1958年起，苏联部长会议列宁奖和文学、艺术和建筑领域国家奖委员会成员。
- 1958年 当选哈萨克苏维埃社会主义共和国科学院院士。
- 1959年-1985年，苏联作家协会党组书记。
- 1964年-1966年，哈萨克苏维埃社会主义共和国作家协会主席。
- 1974年8月-1975年7月，哈萨克苏维埃社会主义共和国最高苏维埃主席
- 1985年12月31日于阿拉木图逝世，享年83岁。葬于阿拉木图峡谷公墓。

穆斯列波夫是苏共22大代表，第5届苏联最高苏维埃民族院代表，第6-11届哈萨克苏维埃社会主义共和国最高苏维埃代表。

## 文学创作
穆斯列波夫自幼受民间文学熏陶，在俄罗斯学校求学期间对俄罗斯文学产生兴趣。1925年开始文学创作，其小说大多以战争、生产为主题，关注妇女问题，如1928年发表的首部中篇小说《在深渊》以国内战争为背景，长篇小说《哈萨克战士》颂扬哈萨克族战士在二战中的英勇气概及爱国精神，长篇小说《觉醒的故乡》及其续集《人为刀俎》以劳动为主题，展现工人阶级的形成及其劳动业绩，《乌尔潘》《母亲之怒》《母亲的庇护》《母亲的勇气》等小说则关注哈萨克女性的社会境遇。穆斯列波夫的戏剧代表作为《阿曼格尔德》《阿汗骑士——阿克托克特》《钦察姑娘阿普帕克》。他的中篇小说集《一事定终身》在1968年获哈萨克苏维埃社会主义共和国国家奖。20年代起，穆斯列波夫在哈萨克语和俄语报刊上发表文学理论文章，出版《艺术家的责任》《时间与文学》《时代形象》《文学不是职业而是艺术》等著作，推动了哈萨克文学理论及文学批评的发展。他翻译了欧·亨利、高尔基、肖洛霍夫、康斯坦丁·西蒙诺夫、伊利亚·爱伦堡等许多国内外知名作家的作品。他的不少作品也被译成苏联许多民族语言及其他国家语言。

## 荣誉
- 社会主义劳动英雄称号（1974）
- 三次列宁勋章（1962,1972,1974）
- 十月革命勋章（1971）
- 劳动红旗勋章（1957）
- 各民族人民友谊勋章（1982）
- 哈萨克苏维埃社会主义共和国阿拜国家奖（1968）
- 哈萨克苏维埃社会主义共和国科学院乔坎·瓦里汗诺夫奖（1976）
- 哈萨克苏维埃社会主义共和国人民作家称号（1984）[2]